# Michaela Haet
Michaela Haet (* 12. Februar 1999 in Greenwich, Connecticut) ist eine australische Tennisspielerin.

## Karriere
Haet begann mit acht Jahren das Tennisspielen und bevorzugt Hartplätze. Sie spielt vor allem Turniere auf der ITF Women’s World Tennis Tour, wo sie bislang zwei Titel im Einzel gewann. Sie trainiert in der Voyager Tennis Base
Sowohl 2015, 2016 als auch 2017 erhielt sie jeweils eine Wildcard für die Juniorinnenwettbewerbe der Australian Open. Sie scheiterte aber immer in der ersten Runde, sowohl im Einzel als auch im Doppel, außer 2017, wo sie im Juniorinneneinzel mit einem Erstrundensieg über Hurricane Tyra Black die zweite Runde erreichte, wo sie dann aber gegen Jodie Burrage mit 4:6 und 4:6 verlor.
2022 erhielt sie für ihr erstes Turnier auf der WTA Tour bei den Sydney Tennis Classic sowohl für die Qualifikation zum Dameneinzel als auch für das Hauptfeld im Damendoppel eine Wildcard. Im Einzel scheiterte sie in der ersten Runde gegen Fiona Ferro mit 1:6 und 1:6, im Doppel zusammen mit Partnerin Lisa Mays gegen Arantxa Rus und Astra Sharma mit 2:6 und 0:6.

## College Tennis
Haet spielt seit 2017 für die Owls der Rice University, Houston, Texas. Haet wurde 2019 als C-USA tennis player of year ausgezeichnet.

## Persönliches
Michaela ist die Tochter von Mark und Malaine Haet und besuchte die Meriden school in Sydney.

## Turniersiege

### Einzel
| Nr. | Datum         | Turnier | Kategorie   | Belag     | Finalgegnerin     | Ergebnis       |
| --- | ------------- | ------- | ----------- | --------- | ----------------- | -------------- |
| 1.  | 7. Mai 2017   | Hua Hin | ITF $15.000 | Hartplatz | Chihiro Muramatsu | 6:3, 6:75, 6:4 |
| 2.  | 16. Juli 2017 | Hua Hin | ITF $15.000 | Hartplatz | Hsu Chieh-yu      | 6:2, 6:75, 7:5 |